# Edward Watkin (imprenditore)
Edward Watkin, anche conosciuto come Sir Edward William Watkin, 1º baronetto (Salford, 26 settembre 1819 – Manchester, 13 aprile 1901), è stato un imprenditore e politico britannico ricordato per i suoi ambiziosi progetti di ingegneria ferroviaria su larga scala.
Detentore di nove diverse compagnie ferroviarie in tutto il Regno Unito, Watkin contribuì ad espandere la Metropolitan Railway (che includeva parte dell'odierna metropolitana di Londra) e fece costruire la Great Central Main Line (una linea ferroviaria ad alta velocità). Tentò anche di avviare, ma senza successo, vari progetti ambiziosi fra cui la Watkin's Tower a Wembley (Londra) e un tunnel che avrebbe attraversato il Canale della Manica con cui sperava di collegare le sue reti ferroviarie a quelle francesi.

## Biografia

### La gioventù

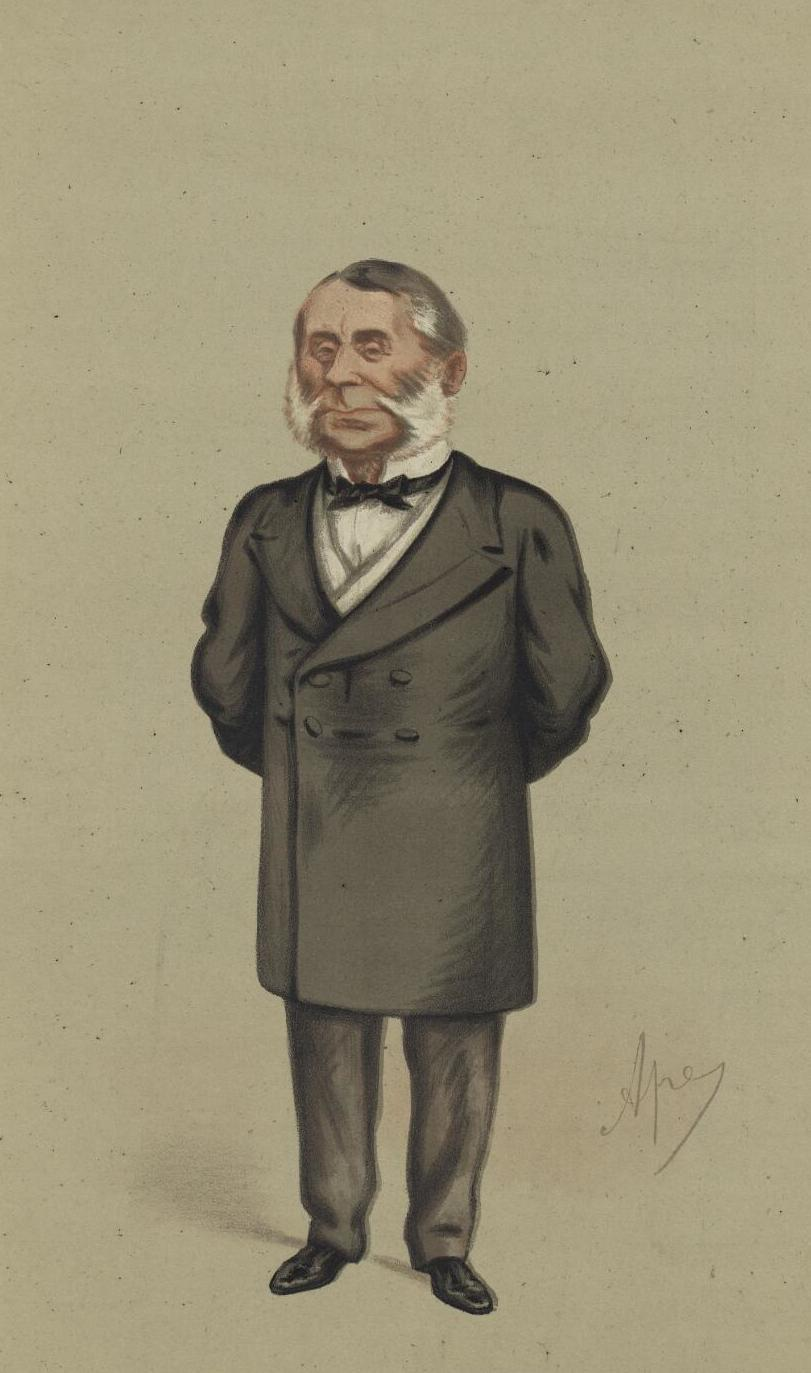
Caricatura di Edward Watkin di Carlo Pellegrini (1875)

Watkin nacque a Salford, nel Lancashire, ed era figlio del ricco commerciante di cotone Absalom Watkin. Dopo aver studiato da privatista, Watkin andò a lavorare nell'industria del padre e, grazie ad Absalom, che era anche un membro attivo dell'Anti-Corn Law League, divenne uno dei membri di punta del movimento politico a Manchester. Questi primi passi nel mondo della politica inglese permisero a Edward Watkin di stringere un profondo legame di amicizia con Richard Cobden. Nel 1845, Watkin co-fondò il quotidiano Manchester Examiner.

### Carriera

#### Le ferrovie

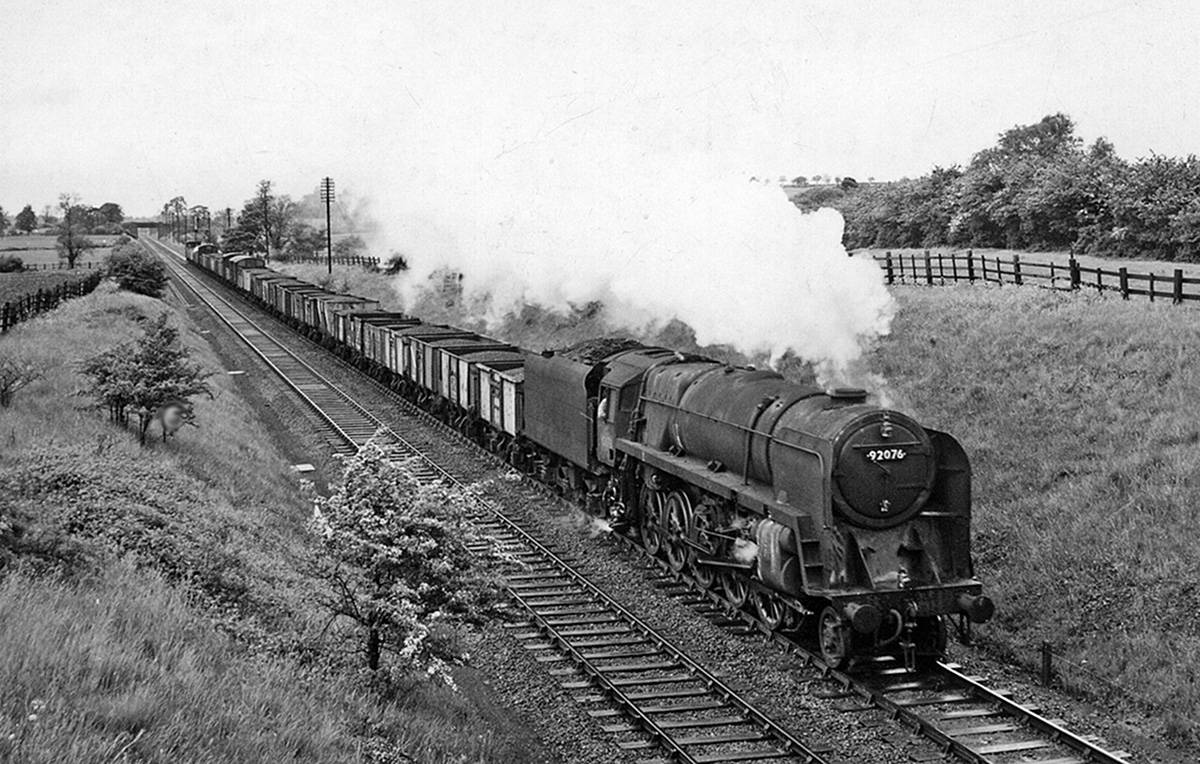
Tratto della Great Central Main Line vicino a Braunston e Willoughby (1958)

Watkin iniziò a mostrare interesse nell'industria ferroviaria intorno agli anni 1840 e, nel 1845, assunse il ruolo di segretario della Ferrovia della Trent Valley, che fu venduta l'anno seguente alla London and North Western Railway, per 438.000 sterline.
Nel 1858, Watkin divenne manager della linea canadese Grand Trunk Railway (GTR) mentre, fra il 1862 e il 1869, occupò la poltrona di presidente della stessa società. Sempre in Canada, promosse la Intercolonial Railway che avrebbe collegato Halifax alle ferrovie della GTR in Québec. Watkin aspirava a creare una ferrovia transcontinentale nell'entroterra canadese ma, a causa della scarsa popolazione a ovest del Lago Superiore, la società si rivelò contraria all'iniziativa dell'imprenditore britannico che fu rimosso dal suo incarico. Watkin contribuì a costruire le ferrovie elettriche ISAP in Grecia, fu consulente per le Indian Railways e lavorò sempre nell'ambito dei trasporti nel Congo belga.
Fu anche coinvolto con altre compagnie ferroviarie. Nel 1866 divenne direttore della Great Western Railway e, fra il 1868 e il 1878, lo fu anche della Great Eastern Railway. Nel 1868, Watkin fu nominato cavaliere mentre nel 1880 ricevette il titolo di baronetto. Nello stesso periodo, Watkin ebbe un ruolo determinante nella creazione della "London Extension" della Manchester, Sheffield and Lincolnshire Railway, che collega Sheffield a Marylebone e apparteneva alla Great Central Main Line.

#### Il Tunnel della Manica
In qualità di presidente della South Eastern Railway, della Metropolitan Railway e della Manchester, Sheffield and Lincolnshire Railway, Watkin controllava le ferrovie che, partendo dalle città costiere a sud dell'Inghilterra, si dirigono a Londra per poi raggiungere le Midlands e le città industriali del nord dell'Inghilterra. Watkin faceva anche parte del consiglio di amministrazione della Chemin de Fer du Nord, una compagnia ferroviaria francese con sede a Calais. Approfittando di tale situazione, Watkin tentò di creare una ferrovia che permettesse ai treni in partenza da Manchester e Liverpool di raggiungere Parigi attraversando un tunnel sotto la Manica.
Watkin avviò i lavori della South Eastern Railway fra il 1880 e il 1881. Gli scavi iniziarono nella stazione ferroviaria di Shakespeare Cliff tra Folkestone e Dover. Nonostante ciò, il progetto fu oggetto di varie critiche, e alcuni degli oppositori di Watkin, fra cui Garnet Wolseley e Giorgio di Hannover, temevano che tale galleria avrebbe facilitato l'ingresso di invasori francesi nel territorio britannico. Nonostante i tentativi di Watkin di convincere altri politici a sostenere il suo progetto, egli fu costretto a far interrompere i lavori quando furono scavati quasi due chilometri di galleria.

#### Il Wembley Park e la Watkin's Tower

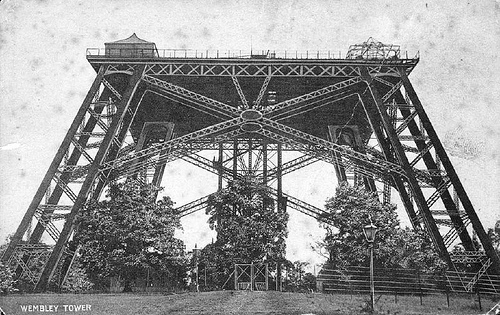
Fotografia che raffigura l'unica sezione completata della torre

L'ultimo progetto di Watkin fu avviato verso la fine dell'Ottocento e fu un'imponente torre di ferro chiamata Watkin's Tower, concepita per superare in altezza la Torre Eiffel e che avrebbe costituito la principale attrazione turistica del Wembley Park, a nord-ovest di Londra. I passeggeri avrebbero acceduto al parco e alla torre con la Metropolitan Railway di proprietà dello stesso imprenditore britannico. Le fondamenta della struttura furono gettate nel 1892 e la prima sezione completata nel settembre 1895. Nel 1896, l'edificio incompiuto fu aperto al pubblico e attrasse circa 100.000 visitatori. Tuttavia, dopo un primo attimo di popolarità, il numero dei visitatori degli anni seguenti si ridusse drasticamente e si scoprì che, a causa della sua mole, l'edificio non riusciva a sostenere il suo stesso peso. Dopo essere stato chiuso al pubblico nel 1902, la struttura fu demolita cinque anni più tardi.

### La morte
Dopo essersi ritirato dalla vita pubblica durante gli anni 1890, Edward Watkin morì il 13 aprile 1901 a Manchester, all'età di 81 anni. È sepolto nella Church of St Wilfrid di Northenden.

## Politica
Watkin fu anche attivo in politica e faceva parte del Partito liberale britannico, fu membro della Camera dei Comuni per quasi tre decenni. Rappresentò Great Yarmouth dal 1857 al 1858, Stockport dal 1864 al 1868 e Hythe dal 1874 al 1895. Nel 1885 si schierò con i conservatori. Dal 1859 al 1862 fu membro del Consiglio comunale di Manchester, nel 1874 ricoprì la carica di alto sceriffo del Cheshire.